# Świeca Maryjna
Świeca Maryjna - świeca adwentowa palona w domach w Święto Niepokalanego Poczęcia Najświętszej Maryi Panny (8 grudnia) zgodnie z tradycją Kościoła katolickiego.
Świecę ustawia się w świątyni wieczorem w przeddzień święta. Jest ona jasnego koloru. Są namalowane na niej symbole maryjne, bądź postać Maryi. Świecę ozdabia się zielenią i kwiatami. Gdy zostanie poświęcona i zapalona, rodzina wspólnie śpiew pieśń Magnificat i odmawia tajemnicę różańca świętego: Zwiastowanie. Następnie członkowie rodziny zaczynają śpiewać pieśni maryjne. Niekiedy członkowie rodziny odmawiają i śpiewają nieszpory maryjne.